# Brie (Charente)
Brie és un municipi francès situat al departament del Charente i a la regió de la Nova Aquitània. L'any 2007 tenia 3.652 habitants.

## Demografia

### Població
El 2007 la població de fet de Brie era de 3.652 persones. Hi havia 1.268 famílies de les quals 200 eren unipersonals (88 homes vivint sols i 112 dones vivint soles), 420 parelles sense fills, 556 parelles amb fills i 92 famílies monoparentals amb fills.
La població ha evolucionat segons el següent gràfic:
Habitants censats

### Habitatges
El 2007 hi havia 1.370 habitatges, 1.293 eren l'habitatge principal de la família, 25 eren segones residències i 52 estaven desocupats. 1.347 eren cases i 21 eren apartaments. Dels 1.293 habitatges principals, 1.078 estaven ocupats pels seus propietaris, 199 estaven llogats i ocupats pels llogaters i 16 estaven cedits a títol gratuït; 2 tenien una cambra, 29 en tenien dues, 107 en tenien tres, 446 en tenien quatre i 709 en tenien cinc o més. 942 habitatges disposaven pel capbaix d'una plaça de pàrquing. A 424 habitatges hi havia un automòbil i a 826 n'hi havia dos o més.

### Piràmide de població
La piràmide de població per edats i sexe el 2009 era:
| Homes | Edats   | Dones |
| ----- | ------- | ----- |
| 0     | 95 o +  | 4     |
| 0     | 90 a 94 | 4     |
| 0     | 85 a 89 | 16    |
| 12    | 80 a 84 | 8     |
| 40    | 75 a 79 | 28    |
| 24    | 70 a 74 | 36    |
| 48    | 65 a 69 | 28    |
| 32    | 60 a 64 | 40    |
| 92    | 55 a 59 | 72    |
| 128   | 50 a 54 | 128   |
| 164   | 45 a 49 | 136   |
| 132   | 40 a 44 | 144   |
| 132   | 35 a 39 | 148   |
| 108   | 30 a 34 | 112   |
| 72    | 25 a 29 | 72    |
| 112   | 20 a 24 | 88    |
| 124   | 15 a 19 | 104   |
| 128   | 10 a 14 | 100   |
| 116   | 5 a 9   | 84    |
| 92    | 0 a 4   | 60    |

## Economia
El 2007 la població en edat de treballar era de 2.629 persones, 2.031 eren actives i 598 eren inactives. De les 2.031 persones actives 1.903 estaven ocupades (1.106 homes i 797 dones) i 128 estaven aturades (54 homes i 74 dones). De les 598 persones inactives 215 estaven jubilades, 200 estaven estudiant i 183 estaven classificades com a «altres inactius».

### Ingressos
El 2009 a Brie hi havia 1.419 unitats fiscals que integraven 3.822 persones, la mediana anual d'ingressos fiscals per persona era de 18.699 €.

### Activitats econòmiques
Dels 81 establiments que hi havia el 2007, 3 eren d'empreses alimentàries, 3 d'empreses de fabricació d'altres productes industrials, 22 d'empreses de construcció, 18 d'empreses de comerç i reparació d'automòbils, 7 d'empreses de transport, 3 d'empreses d'hostatgeria i restauració, 1 d'una empresa financera, 1 d'una empresa immobiliària, 6 d'empreses de serveis, 11 d'entitats de l'administració pública i 6 d'empreses classificades com a «altres activitats de serveis».
Dels 27 establiments de servei als particulars que hi havia el 2009, 1 era una oficina de correu, 1 funerària, 3 tallers de reparació d'automòbils i de material agrícola, 3 paletes, 2 guixaires pintors, 4 fusteries, 3 lampisteries, 4 electricistes, 2 perruqueries, 2 restaurants, 1 agència immobiliària i 1 saló de bellesa.
Dels 8 establiments comercials que hi havia el 2009, 1 era una botiga de menys de 120 m², 3 fleques, 1 una carnisseria, 1 una llibreria, 1 una botiga de roba i 1 una floristeria.
L'any 2000 a Brie hi havia 36 explotacions agrícoles que ocupaven un total de 1.512 hectàrees.

## Equipaments sanitaris i escolars
L'únic equipament sanitari que hi havia el 2009 era una farmàcia.
El 2009 hi havia 1 escola maternal i 2 escoles elementals.

## Poblacions més properes
El següent diagrama mostra les poblacions més properes.